# Cuaxoxpan
Cuaxoxpan är en ort i Mexiko.   Den ligger i kommunen Teziutlán och delstaten Puebla, i den sydöstra delen av landet, 190 km öster om huvudstaden Mexico City. Cuaxoxpan ligger 1 971 meter över havet och antalet invånare är 1 421.
Terrängen runt Cuaxoxpan är bergig. Runt Cuaxoxpan är det ganska tätbefolkat, med 149 invånare per kvadratkilometer. Närmaste större samhälle är Teziutlan, 1,8 km nordväst om Cuaxoxpan. I omgivningarna runt Cuaxoxpan växer huvudsakligen savannskog.